# Абрахамс, Луи
Луи Абрахамс (англ. Louis Abrahams; 1852—1903) — австралийский предприниматель, меценат, художник и гравёр, связанный с художественным движением Гейдельбергской школы.

## Биография
Родился в 1852 году в Лондоне, Англия.
В Мельбурн, Австралия, прибыл со своей семьёй в 1860 году. Обучался в школе Artisans School of Design в Карлтоне, где познакомился с Фредериком Маккабином, с которым продолжил долгую дружбу. Вместе в 1871 году они поступили в художественную школу National Gallery of Victoria Art School, где основали клуб для изучения обнажённой натуры. Интересно, что Маккабин назвал своего первого сына Луи, а Абрахамс ответил ему взаимностью, назвав своего сына Фредерик.

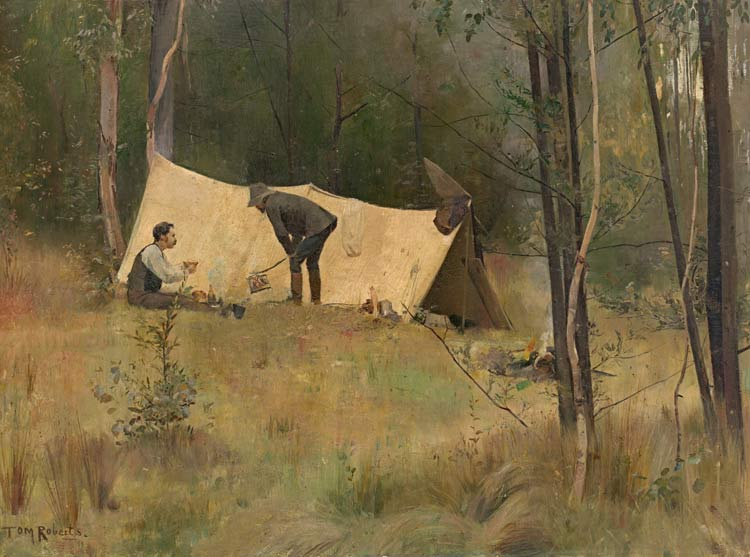
Картина Робертса The Artists' Camp, 1886 год, на которой изображены Абрахамс и Маккабин

Абрахамс и Маккабин вместе со студентом National Gallery of Victoria Art School Томом Робертсом основали в 1885 году лагерь художников Box Hill artists' camp. Вместе с другими художниками они создали много работ на пленэре, посвящённых австралийскому бушу. К тому времени, когда художественная группа переехала в мельбурнский пригород Иглмонт недалеко от Гейдельберга в 1888 году, Абрахамс уделял живописи всё меньше времени из-за занятия семейным сигарным бизнесом. Он по-прежнему ездил в гости в Иглмонт и снабжал художников их крышками от сигар для рисования. В 1889 году состоялась большая выставка художников Гейдельбергской школы «9 на 5», подавляющее большинство выставленных на ней были работ выполнены на деревянных крышках коробок для сигар размером 9 на 5 дюймов (23 × 13 см) (отсюда и название выставки), предоставленных Абрахамсом.
Абрахамс присутствует на некоторых картинах Маккаббина, в том числе Down on His Luck (1889) и A Bush Burial (1890); его портреты написали Фредерик Маккаббин, Том Робертс, Артур Стритон, Джулиан Эштоа, Джона Мазера и другие художники. Поддерживая финансово художников австралийского импрессионизма, Абрахамс вместе со своим братом и деловым партнёром Лоуренсом считаются важными покровителем ранней австралийской живописи.
В конце жизни Луи Абрахамс страдал депрессией и покончил жизнь самоубийством, застрелившись в своём доме в мельбурнском пригороде St Kilda 2 декабря 1903 года.
Его личная коллекция произведений искусства перешла к его внуку — архитектору сэру Денису Лэсдану, самой известной работой которого является Королевский национальный театр в Лондоне.